# Віктор Лок
Віктор Лок (фр. Victor-Jean-François Loche) (1806 — 1863) — капітан французької армії і натураліст.

## Біографія
Віктор Лок взяв участь в експедиції 1855–1856 років, щоб досліджувати алжирську провінцію Уаргла, що в північній Сахарі. Він виявив барханного кота. Керівником експедиції був капітан Жан Огюст Маргерит, на честь якого Лок дав наукову назву цьому коту — Felis margarita.